# 大内臓神経

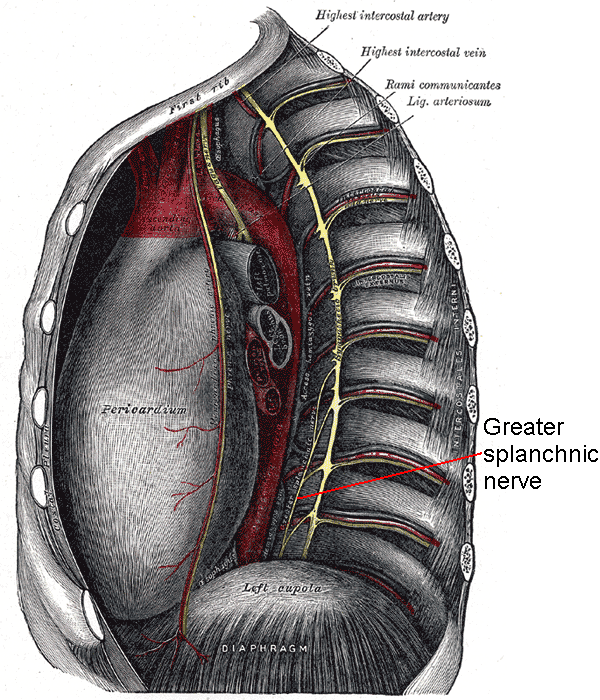
向かって右側の黄色の索状物が交感神経幹でそれに沿って左側あるのが大内臓神経である

大内臓神経（だいないぞうしんけい、英：greater splanchnic nerve）は主として胸髄のT6～T9（またはT5～T10）からおこる自律神経（交感神経）の節前繊維である。すなわち、脊髄から出て交感神経幹を通るがそこではニューロンを乗り換えず、そのまま腹腔に達しているものである。なお、大内臓神経・小内臓神経・最小内臓神経などを合わせて胸内臓神経（thoracic splanchnic nerves）ということがある。

## 走行
大内臓神経は第6～第9胸神経節から出て、交感神経幹を素通りし交感神経幹の内側を脊柱に沿って下降し横隔膜を貫いて腹腔に達する。このうち一部は腹腔神経叢に一部は腎神経叢に入りここにある椎前神経節でニューロンを乗り換え、腹部の臓器に分布する。なお第10～11胸神経節から出るものは小内臓神経と呼ばれる。これらは、腹腔神経叢において椎体前面･横隔膜脚･大動脈によって囲まれる空間に分布している。

## 機能
大内臓神経に含まれるのは交感神経線維であり、これらは小内臓神経とともに腹腔神経節から腹部の血管や小腸などの内臓に分布し消化の抑制などに働いている。これと拮抗するのは迷走神経である。また大･小内臓神経には求心性の線維も含まれており、これにより内臓痛が伝えられている。したがって、腹部悪性腫瘍などによる難治性の疼痛に対してこれらをブロックすることにより、痛みをやわらげることがある。

## 個体差
小内臓神経や最小内臓神経は存在しないことがあるが、大内臓神経は必ずあるとされる。しかし、どの位置の交感神経幹から分かれるかは人によって異なることが知られている。その中で最も多いとされるのは、T6～T9のレベルで分かれるというものである。少数だがT4～T11のような広いから分岐する場合やT5～T7の狭い範囲からしか分岐しない場合もある。

## 画像

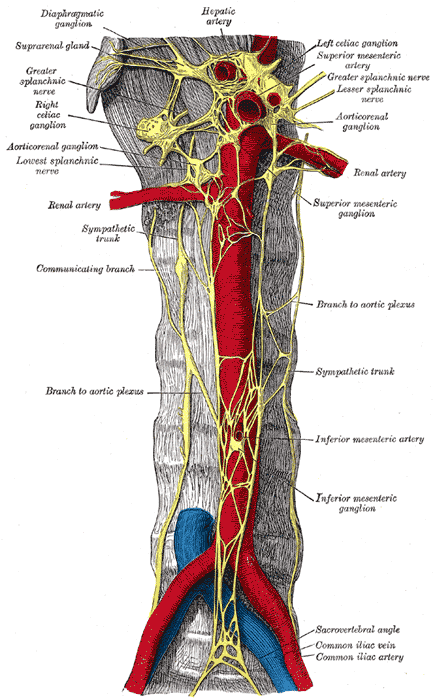
腹腔神経叢の様子
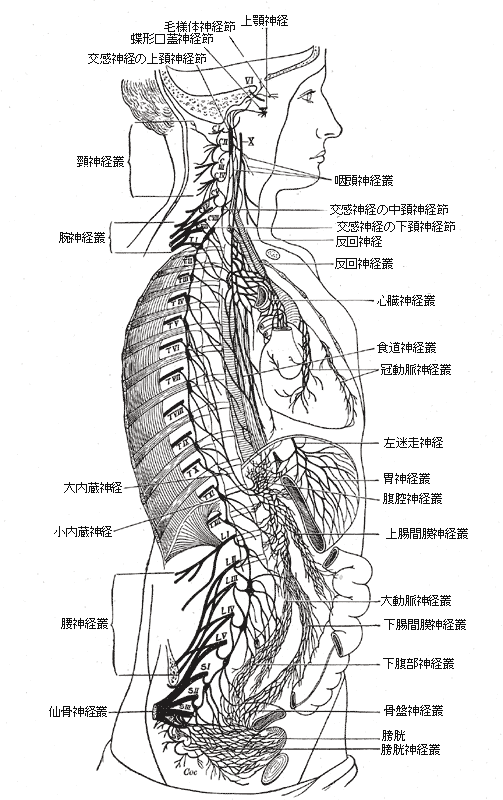
自律神経系の全体像
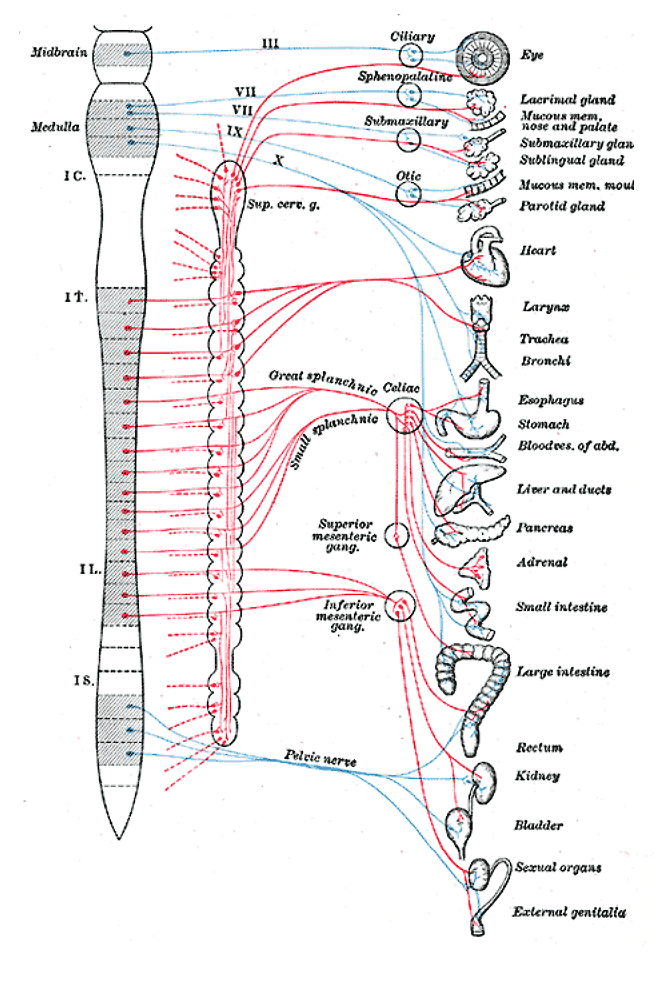
自律神経の概念図。赤いのが交感神経で青いのが副交感神経